# Škoda 6Tr
Škoda 6Tr – trolejbus produkowany przez czechosłowacką firmę Škoda z Pilzna pod koniec lat 40. XX wieku.

## Konstrukcja
Trolejbus 6Tr znacznie różni się konstrukcyjnie od swych poprzedników. Jest to dwuosiowy wóz z samonośną karoserią. Szkielet pojazdu jest zbudowany ze stalowych profili, połączonych z ramą. Ściany wnętrza są pokryte tworzywem sztucznym. Po prawej stronie trolejbusu umiejscowiono 3 drzwi harmonijkowych.
Jest to pierwszy trolejbus zbudowany w całości z własnych komponentów, poprzednie były dostarczane przez praską firmę ČKD.

## Dostawy
W roku 1949 wyprodukowano 16 pojazdów.
| Państwo                              | Miasto         | Lata dostaw    | Liczba | Numery taborowe |       |
| ------------------------------------ | -------------- | -------------- | ------ | --------------- | ----- |
| Republika Czechosłowacka (1948–1960) | Brno           | 1949           | 15     | 1–15            | [ 1 ] |
| Republika Czechosłowacka (1948–1960) | Pilzno         | 1950           | 1      | 135             | [ 1 ] |
| Łączna liczba:                       | Łączna liczba: | Łączna liczba: | 16     |                 |       |